# Acido mevalonico
L'acido mevalonico è un composto chimico con formula chimica {\displaystyle {\ce {C6H12O4}}} che a temperatura ambiente è presente in forma solida.

## Struttura e caratteristiche fisiche
Si tratta di un composto organico idrosolubile, nello specifico di un acido idrossi-monocarbossilico, ovvero l'acido coniugato dell'R-mevalonato. Le forme isomere (R) e (S) a catena aperta sono in equilibrio con il lattone formato per reazione intramolecolare tra il gruppo carbossilico e il gruppo alcolico terminale, chiamato mevalonolattone. In ogni caso, l'acido mevalonico capostipite della via biosintetica omonima, ha configurazione R.
Il composto presenta inoltre le seguenti caratteristiche:
- 3 donatori di legami a idrogeno
- 4 accettori di legami a idrogeno
- 4 legami ruotabili
- massa monoisotopica = 148,07355886 g/mol
- superficie polare = 77.8Å²
- 10 atomi pesanti
- un elemento stereogenico
- rotazione ottica specifica = -20° a 20°C (sali ottenuti dalla reazione con benzene ed etere)
- sezione trasversale d'urto = 128 Å² [M+Na]+

## Abbondanza e disponibilità
Il composto è naturalmente presente in diverse specie, incluso l'uomo, tra cui:
- Artemisia annua[2]
- asparago[3]
- Caenorhabditis elegans[4]
- Escherichia coli[5]
- liquirizia[6]
- piselli[7]
- pomodoro[8]
- Santalum album[9]
- Spinacia oleracea[10]
- Streptomyces lividans[11]
- Streptomyces anthocyanicus[11]

## Reattività e caratteristiche chimiche
Il composto risulta solubile in acqua, e solventi organici, specialmente solventi organici polari. Sono disponibili diversi spettri per questo composto:
- spettro 1H-13C NMR: picco principale a 1,36 ppm
- spettro MS-MS: cinque picchi, il principale a 148,91 m/z
- spettro LC-MS: cinque picchi, il principale a 65,085 m/z

## Biochimica
Il composto è riconosciuto come elemento critico nella prenilazione di diverse proteine che regolano la crescita, incluse quelle della famiglia RAS. Esiste inoltre una stretta correlazione tra i livelli plasmatici del composto e il tasso assoluto di secrezione dell'apolipoproteina B

## Farmacologia e tossicologia

### Farmacocinetica
Dopo somministrazione orale notturna, circa il 10% della dose è stata rinvenuta nelle urne dopo 12 ore.

### Farmacodinamica

#### Metabolismo
Nella seguente figura viene rappresentata la via metabolica che coinvolge l'acido mevalonico e porta alla sintesi di terpeni e steroidi:

### Effetti del composto ed usi clinici
Il composto inibisce la sintesi del colesterolo. È stato testato su pazienti affetti da ipercolesterolemia congenita eterozigota ottenendo una riduzione significativa dei livelli di colesterolo senza alcuna ripercussione sui livelli di LDH e trigliceridi. Uno studio dimostra che l'applicazione a livello epidermico di acido mevalonico aumenta la resistenza ai danni e il tasso di recupero a seguito dell'interruzione della funzione di barriera.